# Ясноморське
Ясноморське (рос. Ясноморское) — село у Невельському міському окрузі Сахалінської області Російської Федерації.
Населення становить 148 осіб (2013).

## Історія
З 1905 по 3 вересня 1945 року у складі губернаторства Карафуто Японії, відтак у складі Невельського міського округу Сахалінської області.

## Населення
| 1925 | 1935  | 1959  | 1970 | 1979 | 1989 | 2002 |
| ---- | ----- | ----- | ---- | ---- | ---- | ---- |
| 1248 | ↗2438 | ↘1872 | ↘425 | ↘338 | ↘217 | ↘182 |
| 2010 | 2013  |       |      |      |      |      |
| ↘161 | ↘148  |       |      |      |      |      |